# Гульбекян, Георгий Герасимович
Георгий Герасимович Гульбекян (16 января 1948) — советский и российский инженер-физик, главный технический специалист Лаборатории ядерных реакций ОИЯИ. Главный инженер ЛЯР ОИЯИ до 2020 года. При его непосредственном участии создавался циклотрон У-400, который вскоре стал лучшим ускорителем в мире для проведения исследований в области синтеза новых элементов. Пучки, полученные на У-400, позволили открыть ряд изотопов в области сверхтяжелых элементов и изучить их свойства. При его непосредственном руководстве создана фабрика сверхтяжелых элементов ДЦ-280
Награждён медалью ордена «За заслуги перед отечеством» II степени. Награждён почетной грамотой Министерства науки и высшего образования РФ.

## Биография
В Объединенный институт ядерных исследований Г.Г. Гульбекян поступил в 1973 году по окончании Московского инженерно-физического института. За время работы в Лаборатории ядерных реакций ОИЯИ он вырос до крупнейшего специалиста в области ускорительной техники. При его непосредственном участии создавался циклотрон У-400, который вскоре стал лучшим ускорителем в мире для проведения исследований в области синтеза новых элементов.
Неоценим вклад Георгия Герасимовича в разработку, создание и запуск нового циклотрона У-400М, ставшего основной базой для проведения исследований в области физики экзотических ядер. Под его непосредственным руководством и при активном участии был создан комплекс по ускорению пучков радиоактивных ионов — DRIBs, открывший новые возможности физических экспериментов на пучках 6Не и 8Не.
Г.Г. Гульбекян известен своими работами не только в России, но и во многих научных центрах мира. По его инициативе в настоящее время создается циклотронный центр в Словацкой Республике. Базовой установкой этого центра является циклотрон DC-72, разработанный коллективом, лидирующая роль в котором принадлежит Георгию Герасимовичу. В 2006 году в Казахстане запущен циклотрон DС-60, где также воплощены многие его технические решения.
Г.Г. Гульбекян является соавтором более 200 научных работ и докладов на крупнейших международных конференциях. Циклы работ с его участием 12 раз отмечались премиями на конкурсах научных работ ОИЯИ. За выдающийся вклад в развитие ускорительного комплекса ЛЯР и работы по получению интенсивных пучков ионов 48Са в 2000 году он удостоен премии имени Г.Н.Флерова.
Большой талант инженера-физика в сочетании с организаторскими способностями позволили Г.Г. Гульбекяну стать прекрасным руководителем. Он находится в постоянном творческом поиске. Ему принадлежит много интересных идей, уже реализованных в действующих установках, и еще больше ожидают своего воплощения.

## Достижения
- Премия имени Г.Н. Флерова;
- Медаль ордена «За заслуги перед Отечеством» II степени;
- Почетная грамота Министерства науки и высшего образования РФ.
- Орден Преподобного Сергия Радонежского